# Modrovka
 Modrovka  je obec na Slovensku v okrese Nové Mesto nad Váhom. Žije zde 203 obyvatel.

## Poloha
Nachází se přibližně 15 km jižně od Nového Mesto nad Váhom, poblíž slovenské dálnice D1.

## Historie
První písemná zmínka o obci pochází z roku 1348.